# POU4F1
POU4F1 (англ. POU class 4 homeobox 1) – білок, який кодується однойменним геном, розташованим у людей на короткому плечі 13-ї хромосоми. Довжина поліпептидного ланцюга білка становить 419 амінокислот, а молекулярна маса — 42 697.
| 10         |  | 20         |  | 30         |  | 40         |  | 50         |
| ---------- |  | ---------- |  | ---------- |  | ---------- |  | ---------- |
| MMSMNSKQPH |  | FAMHPTLPEH |  | KYPSLHSSSE |  | AIRRACLPTP |  | PLQSNLFASL |
| DETLLARAEA |  | LAAVDIAVSQ |  | GKSHPFKPDA |  | TYHTMNSVPC |  | TSTSTVPLAH |
| HHHHHHHHQA |  | LEPGDLLDHI |  | SSPSLALMAG |  | AGGAGAAAGG |  | GGAHDGPGGG |
| GGPGGGGGPG |  | GGPGGGGGGG |  | PGGGGGGPGG |  | GLLGGSAHPH |  | PHMHSLGHLS |
| HPAAAAAMNM |  | PSGLPHPGLV |  | AAAAHHGAAA |  | AAAAAAAGQV |  | AAASAAAAVV |
| GAAGLASICD |  | SDTDPRELEA |  | FAERFKQRRI |  | KLGVTQADVG |  | SALANLKIPG |
| VGSLSQSTIC |  | RFESLTLSHN |  | NMIALKPILQ |  | AWLEEAEGAQ |  | REKMNKPELF |
| NGGEKKRKRT |  | SIAAPEKRSL |  | EAYFAVQPRP |  | SSEKIAAIAE |  | KLDLKKNVVR |
| VWFCNQRQKQ |  | KRMKFSATY  |  |            |  |            |  |            |

A: Аланін

C: Цистеїн

D: Аспарагінова кислота

E: Глутамінова кислота

F: Фенілаланін

G: Гліцин

H: Гістидин

I: Ізолейцин

K: Лізин

L: Лейцин

M: Метіонін

N: Аспарагін

P: Пролін

Q: Глутамін

R: Аргінін

S: Серин

T: Треонін

V: Валін

W: Триптофан

Кодований геном білок за функцією належить до білків розвитку. 
Задіяний у таких біологічних процесах, як транскрипція, регуляція транскрипції, альтернативний сплайсинг. 
Білок має сайт для зв'язування з ДНК. 
Локалізований у цитоплазмі, ядрі.